# Alianza Liberal (Chile, 1875-1891)
La Alianza Liberal fue una coalición política chilena. Se creó luego de disolverse la Fusión Liberal-Conservadora en 1873. Existió durante 16 años, desde 1875 hasta 1891.
En 1875 los partidos radicales y liberales de gobierno, acordaron formar una alianza electoral para enfrentarse unidos en las elecciones legislativas, e impedir el ascenso de los conservadores, con la ayuda del aparato administrativo territorial del Estado. Como coalición con una cierta cohesión y disciplina interna, fue el sustento legislativo y ministerial de los sucesivos gobiernos liberales hasta 1890 (mayores detalles en República Liberal). La ruptura se produce por diferencias entre distintos grupos liberales en la designación del candidato presidencial por parte de Balmaceda y el fracaso de este en intentar agrupar radicales y los distintos grupos liberales en un solo partido. Esto posteriormente desencadenó la Guerra Civil de 1891.

## Resultados electorales
| Año elección diputados                            | 1876 | 1879 | 1882 | 1885 | 1888 |
| Alianza Liberal                                   | 43   | 84   | 102  | 80   | 94   |
| otros (conservadores y candidaturas no oficiales) | 37   | 22   | 6    | 33   | 29   |
| Independientes                                    | 21   | 0    | 0    | 0    | 0    |
| Total diputados                                   | 108  | 106  | 108  | 113  | 123  |

| Año elección senadores                            | 1876 | 1879 | 1882 | 1885 | 1888 |
| Alianza Liberal                                   | 21   | 19   | 25   | 30   | 36   |
| otros (conservadores y candidaturas no oficiales) | 16   | 18   | 12   | 10   | 6    |
| Independientes                                    | 1    | 0    | 0    | 0    | 0    |
| Total senadores                                   | 38   | 37   | 37   | 40   | 42   |

Fuente: Heise 1982